# Демидовка (Тверская область)
Демидовка  — деревня в Кимрском районе Тверской области. Входит в состав Фёдоровского сельского поселения.

## География
Находится в юго-восточной части Тверской области на расстоянии приблизительно 9 км на запад-юго-запад по прямой от районного центра города Кимры в левобережной части района.

## История
Известна с 1780 года как Демидово, бывшее владение старицкого Успенского монастыря с 11 дворами. В 1859 году здесь (деревня Корчевского уезда Тверской губернии) было учтено 22 двора.

## Население
Численность населения: 63 человека (1780), 127 (1859 год), 70 (1887), 3 (русские 100 %) в 2002 году, 6 в 2010.